# Keegan Palmer
Keegan Palmer, född 13 mars 2003 i San Diego, är en australisk skateboardåkare född i USA.

## Karriär
Keegan Palmer föddes i USA men flyttade redan som ettåring med sina föräldrar till Australien. Han tog guld vid OS 2020 i skateboarddisciplinen park. Vid OS 2024 tog han åter guld i park. Till hans meritlista kan ett VM-brons, två guld och ett silver vid X Games läggas.